# Meribre
Meribre de fet  Meri-ib-Re fou un faraó de la dinastia IX de l'antic Egipte. Es pensa que probablement fou el nom de regne que va agafar Khety I. Va regnar a Heracleòpolis i el seu nom vol dir "estimat és el cor de Ra".